# تپه جمال حسین‌آباد
تپه جمال حسین‌آباد مربوط به هزاره اول قبل از میلاد است و در شهرستان شاهرود، روستای حسین‌آباد واقع شده و این اثر در تاریخ ۲۵ خرداد ۱۳۸۱ با شمارهٔ ثبت ۵۸۴۶ به‌عنوان یکی از آثار ملی ایران به ثبت رسیده است.